# Indian Wells Masters
Indian Wells Masters, oficiálně BNP Paribas Open, je profesionální tenisový turnaj mužů a žen hraný v kalifornském městě Indian Wells. Dějištěm jsou otevřené dvorce s tvrdým povrchem Laykold v tenisovém areálu Indian Wells Tennis Garden, kam se událost přemístila v roce 1987 z blízké La Quinty. Na mužském okruhu ATP Tour patří do kategorie ATP Tour Masters 1000 a v rámci ženské WTA Tour probíhá od sezóny 2021 v kategorii WTA 1000. V prosinci 2009 získal vlastnická práva miliardář Larry Ellison, spoluzakladatel a výkonný ředitel společnosti Oracle.
Indian Wells Masters se stal nejnavštěvovanějším turnajem mimo grandslam a získal přezdívku „pátý grandslam“. Mastersovou sezónu otevírá v březnu s druhou velkou událostí Miami Masters. Spolu s turnaji v Římě, Madridu a Šanghaji se jako jediné, vyjma grandslamu, hrají déle než týden. Do dvouher nastupuje 96 singlistů a čtyřher se účastní 32 párů. Vítězství v Indian Wells a Miami během jedné sezóny získalo označení „Sunshine Double“ (Sluneční double), který ve dvouhře vyhrálo jedenáct tenistů. Smíšená čtyřhra měla premiéru v roce 2024 ve formě exhibice.
V letech 2014–2024 byl Indian Wells Masters vyhlášen mužským turnajem roku v kategorii ATP Masters 1000, vyjma nevyhlašovaného ročníku 2020. V rámci žen se stal turnajem roku poprvé v roce 1997, poté v letech 2005–2006 (kategorie Tier I a Tier II), 2009 a 2013 (Premier), 2014–2019 (Premier Mandatory) a 2021–2024 (WTA 1000).

## Historie
Indian Wells Masters byl založen v roce 1974 v arizonském Tucsonu, kde proběhly dva úvodní ročníky. Iniciátory vzniku se stali portorický tenista Charlie Pasarell a jihoafrický hráč Raymond Moore.

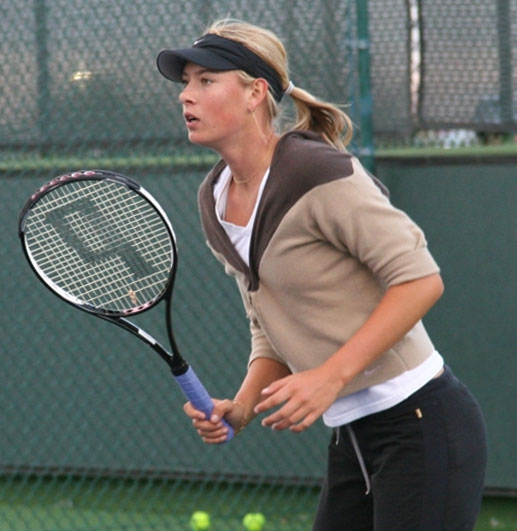
Maria Šarapovová v roce 2006, kdy se stala první vítězkou turnaje bez ztráty setu

Šestnáct sezón, do roku 1990, byla mužská polovina součástí elitní šampionské série okruhu Grand Prix. Od vzniku okruhu ATP Tour na počátku sezóny 1990, navázala kategorií ATP Masters, jejíž název se postupně vyvíjel: Series Single Week, Super 9, Masters Series a od roku 2009 existuje jako devitídílná šňůra ATP Tour Masters 1000. Ženská část se v rámci okruhu WTA Tour řadí od sezóny 2021 do kategorie WTA 1000, když navázala na předcházející Premier Mandatory z let 2009–2020 a Tier I hranou mezi roky 1988–2008. Jedná se o třetí nejvyšší úroveň po grandslamu a Turnaji mistrů a mistryň. 
Spolu s Miami Masters, Rome Masters, Madrid Open a Shanghai Masters patří kalifornský turnaj k jediným událostem sezóny, vyjma grandslamu, jež trvají déle než osm dní. Ženská hlavní část turnaje začíná zpravidla ve středu, mužská pak ve čtvrtek. Obě finále se konají v neděli následujícího týdne. Ženská část původně o týden předcházela mužské. V roce 1996 byly termíny obou polovin sjednoceny po dohodě ATP a WTA, čímž se turnaj zařadil mezi první společné akce mužů a žen v tenisovém kalendáři. 
Singlových soutěží se účastní devadesát šest hráčů, z toho třicet dva nasazených obdrží volný los do druhého kola. Do čtyřher nastupuje třicet dva párů. Indian Wells Masters je také přezdíván jako „Grand Slam Západu“. V březnovém termínu události v Indian Wells a Miami otevírají mužskou sezónu Mastersů. V ženském kalendáři kategorie WTA 1000 navazují na arabské Qatar Open a Dubai Championships.
Turnaj je nejnavštěvovanější akcí mimo čtyři grandslamy. Během ročníku 2019 do areálu zavítalo 475 372 tisíc diváků. V sezóně 2020 se turnaj nehrál kvůli přerušení sezóny pro pandemii covidu-19. Pokračující průběh infekce ve Spojených státech pak v sezóně 2021 vedl k přesunu tradičního březnového termínu na říjen. V roce 2024 se poprvé uskutečnila smíšená čtyřhra, v době zavedení pravidelně hraná pouze na grandslamu, olympijských hrách a United Cupu. Ve formě exhibice se jí zúčastnilo osm pozvaných dvojic a následující ročník dvanáct párů.

### 2002–2014: Bojkot Sereny a Venus Williamsových

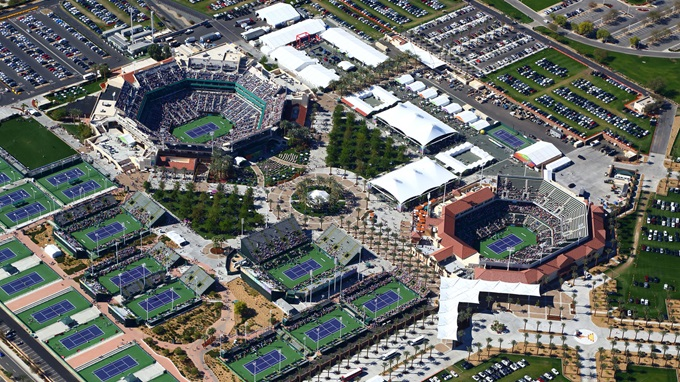
Letecký snímek Indian Wells Tennis Garden (2014)

Americké tenistky Serena a Venus Williamsovy po odehrání ročníku 2001 turnaj bojkotovaly až do sezóny 2015, respektive 2016 u starší ze sester, navzdory hrozbě finančního postihu a bodovému trestu ze strany řídících tenisových organizací.

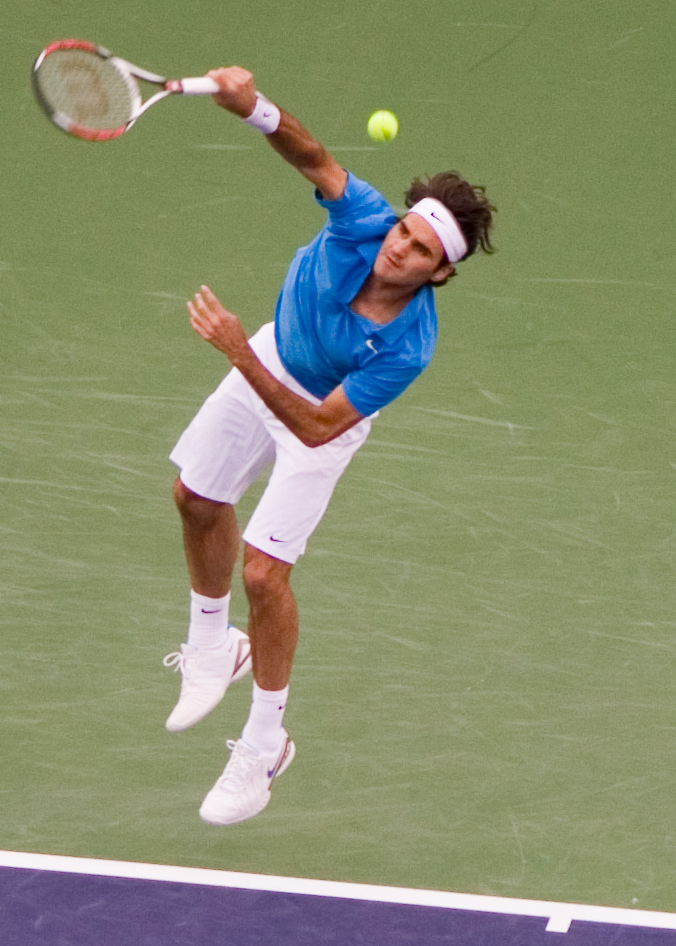
Pětinásobný šampion Roger Federer

Důvodem se stal incident z roku 2001. Po lednovém Australian Open 2001 Serena Williamsová nehrála až do března, kdy se zúčastnila Indian Wells Masters. Do finále prošla bez boje, když čtyři minuty před semifinálovým utkáním odstoupila Venus, proti níž měla nastoupit. Starší sourozenkyně za příčinu odstoupení uvedla zranění limitující ji při hře. Zdůvodnění se stalo cílem spekulací a bylo terčem podezření. Během vítězného finále Sereny Williamsové proti Belgičance Kim Clijstersové pak diváci „bučeli“ na jejich otce i obě sestry, když starší ze sourozenkyň byla přítomna v hledišti. Nesouhlasné reakce rovněž zazněly na slavnostním vyhlášení. Otec a tenisový trenér dcer Richard Williams to později označil za projev rasismu.
Žádná ze sester se dalších ročníků turnaje neúčastnila. Bojkot nejdříve ukončila Serena Williamsová v roce 2015. Venus Williamsová ji následovala v sezóně 2016.

## Místo konání
Indian Wells leží v jihokalifornském pouštním údolí Coachella Valley, oblasti Palm Springs, přibližně 125 mil východně od centra Los Angeles.
Dějištěm se stal areál Indian Wells Tennis Garden, postavený v roce 2000, jenž obsahuje 29 tenisových dvorců s tvrdým povrchem Plexipave. Centrální kurt s kapacitou šestnáct tisíc návštěvníků je po newyorském Arthur Ashe Stadium druhým největším stadionem světa, určeným výhradně k tenisovým účelům. Po odehrání BNP Paribas Open 2013 začala rekonstrukce a modernizace celého komplexu, včetně výstavby nového dvorce č. 2 (Stadium 2) pro osm tisíc diváků. V roce 2025 organizátoři vyměnili původní povrch odolný pouštnímu klimatu. Pomalý Plexipave vyhovující antukářům nahradili středně pomalým Laykoldem, vhodným pro útočnější typy.

### Přehled dějišť
- Tucson (1974–1975)
- Palm Springs (1976–1978)
- Rancho Mirage (1979–1980)
- La Quinta (1981–1986)
- Indian Wells (od 1987)

## Přehled vývoje názvu
| Muži - American Airlines Tennis Games (1974–1978) - Congoleum Classic (1979–1980, 1982–1984) - Grand Marnier/ATP Tennis Games (1981) - Pilot Pen Classic (1985–1987) - Newsweek Champions Cup (1988–1999) - Tennis Masters Series Indian Wells (2000–2001) - Pacific Life Open (2002–2008) - BNP Paribas Open (od 2009) | Ženy - Virginia Slims of Indian Wells (1989–1990) - Virginia Slims of Palm Springs (1991) - Matrix Essentials Evert Cup (1992–1993; na počest Chris Evertové) - Evert Cup (1994, 1999) - State Farm Evert Cup (1995–1998) - Tennis Masters Series (2000–2001) - Pacific Life Open (2002–2008) - BNP Paribas Open (od 2009) |

## Přehled finále

### Mužská dvouhra
| Rok  | vítěz                             | finalista                         | výsledek                          |
| ---- | --------------------------------- | --------------------------------- | --------------------------------- |
| 1974 | John Newcombe                     | Arthur Ashe                       | 6–3, 7–6                          |
| 1975 | John Alexander                    | Ilie Năstase                      | 7–5, 6–2                          |
| 1976 | Jimmy Connors                     | Roscoe Tanner                     | 6–4, 6–4                          |
| 1977 | Brian Gottfried                   | Guillermo Vilas                   | 2–6, 6–1, 6–3                     |
| 1978 | Roscoe Tanner                     | Raúl Ramírez                      | 6–1, 7–6                          |
| 1979 | Roscoe Tanner (2)                 | Brian Gottfried                   | 6–4, 6–2                          |
| 1980 | finále nehráno pro déšť           | finále nehráno pro déšť           | finále nehráno pro déšť           |
| 1981 | Jimmy Connors (2)                 | Ivan Lendl                        | 6–3, 7–6                          |
| 1982 | Yannick Noah                      | Ivan Lendl                        | 6–4, 2–6, 7–5                     |
| 1983 | José Higueras                     | Eliot Teltscher                   | 6–4, 6–2                          |
| 1984 | Jimmy Connors (3)                 | Yannick Noah                      | 6–2, 6–7(7–9), 6–3                |
| 1985 | Larry Stefanki                    | David Pate                        | 6–1, 6–4, 3–6, 6–3                |
| 1986 | Joakim Nyström                    | Yannick Noah                      | 6–1, 6–3, 6–2                     |
| 1987 | Boris Becker                      | Stefan Edberg                     | 6–4, 6–4, 7–5                     |
| 1988 | Boris Becker (2)                  | Emilio Sánchez                    | 7–5, 6–4, 2–6, 6–4                |
| 1989 | Miloslav Mečíř                    | Yannick Noah                      | 3–6, 2–6, 6–1, 6–2, 6–3           |
| 1990 | Stefan Edberg                     | Andre Agassi                      | 6–4, 5–7, 7–6(7–1), 7–6(8–6)      |
| 1991 | Jim Courier                       | Guy Forget                        | 4–6, 6–3, 4–6, 6–3, 7–6(7–4)      |
| 1992 | Michael Chang                     | Andrej Česnokov                   | 6–3, 6–4, 7–5                     |
| 1993 | Jim Courier (2)                   | Wayne Ferreira                    | 6–3, 6–3, 6–1                     |
| 1994 | Pete Sampras                      | Petr Korda                        | 4–6, 6–3, 3–6, 6–3, 6–2           |
| 1995 | Pete Sampras (2)                  | Andre Agassi                      | 7–5, 6–3, 7–5                     |
| 1996 | Michael Chang (2)                 | Paul Haarhuis                     | 7–5, 6–1, 6–1                     |
| 1997 | Michael Chang (3)                 | Bohdan Ulihrach                   | 4–6, 6–3, 6–4, 6–3                |
| 1998 | Marcelo Ríos                      | Greg Rusedski                     | 6–3, 6–7(15–17), 7–6(7–4), 6–4    |
| 1999 | Mark Philippoussis                | Carlos Moyà                       | 5–7, 6–4, 6–4, 4–6, 6–2           |
| 2000 | Àlex Corretja                     | Thomas Enqvist                    | 6–4, 6–4, 6–3                     |
| 2001 | Andre Agassi                      | Pete Sampras                      | 7–6(7–5), 7–5, 6–1                |
| 2002 | Lleyton Hewitt                    | Tim Henman                        | 6–1, 6–2                          |
| 2003 | Lleyton Hewitt (2)                | Gustavo Kuerten                   | 6–1, 6–1                          |
| 2004 | Roger Federer                     | Tim Henman                        | 6–3, 6–3                          |
| 2005 | Roger Federer (2)                 | Lleyton Hewitt                    | 6–2, 6–4, 6–4                     |
| 2006 | Roger Federer (3)                 | James Blake                       | 7–5, 6–3, 6–0                     |
| 2007 | Rafael Nadal                      | Novak Djoković                    | 6–2, 7–5                          |
| 2008 | Novak Djoković                    | Mardy Fish                        | 6–2, 5–7, 6–3                     |
| 2009 | Rafael Nadal (2)                  | Andy Murray                       | 6–1, 6–2                          |
| 2010 | Ivan Ljubičić                     | Andy Roddick                      | 7–6(7–3), 7–6(7–5)                |
| 2011 | Novak Djoković (2)                | Rafael Nadal                      | 4–6, 6–3, 6–2                     |
| 2012 | Roger Federer (4)                 | John Isner                        | 7–6(9–7), 6–3                     |
| 2013 | Rafael Nadal (3)                  | Juan Martín del Potro             | 4–6, 6–3, 6–4                     |
| 2014 | Novak Djoković (3)                | Roger Federer                     | 3–6, 6–3, 7–6(7–3)                |
| 2015 | Novak Djoković (4)                | Roger Federer                     | 6–3, 6–7(5–7), 6–2                |
| 2016 | Novak Djoković (5)                | Milos Raonic                      | 6–2, 6–0                          |
| 2017 | Roger Federer (5)                 | Stan Wawrinka                     | 6–4, 7–5                          |
| 2018 | Juan Martín del Potro             | Roger Federer                     | 6–4, 6–7(8–10), 7–6(7–2)          |
| 2019 | Dominic Thiem                     | Roger Federer                     | 3–6, 6–3, 7–5                     |
| 2020 | zrušeno kvůli pandemii koronaviru | zrušeno kvůli pandemii koronaviru | zrušeno kvůli pandemii koronaviru |
| 2021 | Cameron Norrie                    | Nikoloz Basilašvili               | 3–6, 6–4, 6–1                     |
| 2022 | Taylor Fritz                      | Rafael Nadal                      | 6–3, 7–6(7–5)                     |
| 2023 | Carlos Alcaraz                    | Daniil Medveděv                   | 6–3, 6–2                          |
| 2024 | Carlos Alcaraz (2)                | Daniil Medveděv                   | 7–6(7–5), 6–1                     |
| 2025 | Jack Draper                       | Holger Rune                       | 6–2, 6–2                          |

### Ženská dvouhra
| Rok  | vítězka                           | finalistka                        | výsledek                          |
| ---- | --------------------------------- | --------------------------------- | --------------------------------- |
| 1989 | Manuela Malejevová                | Jenny Byrneová                    | 6–4, 6–1                          |
| 1990 | Martina Navrátilová               | Helena Suková                     | 6–2, 5–7, 6–1                     |
| 1991 | Martina Navrátilová (2)           | Monika Selešová                   | 6–2, 7–6(8–6)                     |
| 1992 | Monika Selešová                   | Conchita Martínezová              | 6–3, 6–1                          |
| 1993 | Mary Joe Fernandezová             | Amanda Coetzerová                 | 3–6, 6–1, 7–6(8–6)                |
| 1994 | Steffi Grafová                    | Amanda Coetzerová                 |                                   |
| 1995 | Mary Joe Fernandezová (2)         | Nataša Zverevová                  | 6–4, 6–3                          |
| 1996 | Steffi Grafová (2)                | Conchita Martínezová              | 7–6(7–5), 7–6(7–5)                |
| 1997 | Lindsay Davenportová              | Irina Spîrleaová                  | 6–2, 6–1                          |
| 1998 | Martina Hingisová                 | Lindsay Davenportová              | 6–3, 6–4                          |
| 1999 | Serena Williamsová                | Steffi Grafová                    | 6–3, 3–6, 7–5                     |
| 2000 | Lindsay Davenportová (2)          | Martina Hingisová                 | 4–6, 6–4, 6–0                     |
| 2001 | Serena Williamsová (2)            | Kim Clijstersová                  | 4–6, 6–4, 6–2                     |
| 2002 | Daniela Hantuchová                | Martina Hingisová                 | 6–3, 6–4                          |
| 2003 | Kim Clijstersová                  | Lindsay Davenportová              | 6–4, 7–5                          |
| 2004 | Justine Heninová                  | Lindsay Davenportová              | 6–1, 6–4                          |
| 2005 | Kim Clijstersová (2)              | Lindsay Davenportová              | 6–4, 4–6, 6–2                     |
| 2006 | Maria Šarapovová                  | Jelena Dementěvová                | 6–1, 6–2                          |
| 2007 | Daniela Hantuchová (2)            | Světlana Kuzněcovová              | 6–3, 6–4                          |
| 2008 | Ana Ivanovićová                   | Světlana Kuzněcovová              | 6–4, 6–3                          |
| 2009 | Věra Zvonarevová                  | Ana Ivanovićová                   | 7–6(7–5), 6–2                     |
| 2010 | Jelena Jankovićová                | Caroline Wozniacká                | 6–2, 6–4                          |
| 2011 | Caroline Wozniacká                | Marion Bartoliová                 | 6–1, 2–6, 6–3                     |
| 2012 | Viktoria Azarenková               | Maria Šarapovová                  | 6–2, 6–3                          |
| 2013 | Maria Šarapovová (2)              | Caroline Wozniacká                | 6–2, 6–2                          |
| 2014 | Flavia Pennettaová                | Agnieszka Radwańská               | 6–2, 6–1                          |
| 2015 | Simona Halepová                   | Jelena Jankovićová                | 2–6, 7–5, 6–4                     |
| 2016 | Viktoria Azarenková (2)           | Serena Williamsová                | 6–4, 6–4                          |
| 2017 | Jelena Vesninová                  | Světlana Kuzněcovová              | 6–7(6–8), 7–5, 6–4                |
| 2018 | Naomi Ósakaová                    | Darja Kasatkinová                 | 6–3, 6–2                          |
| 2019 | Bianca Andreescuová               | Angelique Kerberová               | 6–4, 3–6, 6–4                     |
| 2020 | zrušeno kvůli pandemii koronaviru | zrušeno kvůli pandemii koronaviru | zrušeno kvůli pandemii koronaviru |
| 2021 | Paula Badosová                    | Viktoria Azarenková               | 7–6(7–5), 2–6, 7–6(7–2)           |
| 2022 | Iga Świąteková                    | Maria Sakkariová                  | 6–4, 6–1                          |
| 2023 | Jelena Rybakinová                 | Aryna Sabalenková                 | 7–6(13–11), 6–4                   |
| 2024 | Iga Świąteková (2)                | Maria Sakkariová                  | 6–4, 6–0                          |
| 2025 | Mirra Andrejevová                 | Aryna Sabalenková                 | 2–6, 6–4, 6–3                     |

### Mužská čtyřhra
| Rok  | vítězové                                   | finalisté                                | výsledek                          |
| ---- | ------------------------------------------ | ---------------------------------------- | --------------------------------- |
| 1974 | Charlie Pasarell Sherwood Stewart          | Tom Edlefsen Manuel Orantes              | 6–4, 6–4                          |
| 1975 | William Brown Raúl Ramírez                 | Raymond Moore Dennis Ralston             | 2–6, 7–6, 6–4                     |
| 1976 | Colin Dibley Sandy Mayer                   | Raymond Moore Erik van Dillen            | 6–3, 7–5                          |
| 1977 | Bob Hewitt Frew McMillan                   | Marty Riessen Roscoe Tanner              | 7–6, 7–6                          |
| 1978 | Raymond Moore Roscoe Tanner                | Bob Hewitt Frew McMillan                 | 6–4, 6–4                          |
| 1979 | Gene Mayer Sandy Mayer (2)                 | Cliff Drysdale Bruce Manson              | 6–4, 7–6                          |
| 1980 | finále nehráno pro déšť                    | finále nehráno pro déšť                  | finále nehráno pro déšť           |
| 1981 | Bruce Manson Brian Teacher                 | Terry Moor Eliot Teltscher               | 7–6, 6–2                          |
| 1982 | Brian Gottfried Raúl Ramírez (2)           | John Lloyd Dick Stockton                 | 6–4, 3–6, 6–2                     |
| 1983 | Brian Gottfried (2) Raúl Ramírez (3)       | Tian Viljoen Danie Visser                | 6–3, 6–3                          |
| 1984 | Bernard Mitton Butch Walts                 | Scott Davis Ferdi Taygan                 | 4–6, 6–4, 7–6                     |
| 1985 | Heinz Günthardt Balázs Taróczy             | Ken Flach Robert Seguso                  | 7–6, 7–5                          |
| 1986 | Peter Fleming Guy Forget                   | Yannick Noah Sherwood Stewart            | 7–6, 6–2                          |
| 1987 | Guy Forget (2) Yannick Noah                | Boris Becker Eric Jelen                  | 5–7, 7–6, 7–5                     |
| 1988 | Boris Becker Guy Forget (3)                | Jorge Lozano Todd Witsken                | 6–3, 6–3                          |
| 1989 | Boris Becker (2) Jakob Hlasek              | Kevin Curren David Pate                  | 3–6, 6–3, 6–4                     |
| 1990 | Boris Becker (3) Guy Forget (4)            | Jim Grabb Patrick McEnroe                | 6–4, 6–3                          |
| 1991 | Jim Courier Javier Sánchez                 | Guy Forget Henri Leconte                 | 7–6, 6–1                          |
| 1992 | Steve DeVries David Macpherson             | Kent Kinnear Sven Salumaa                | 6–3, 2–6, 6–4                     |
| 1993 | Guy Forget (5) Henri Leconte               | Luke Jensen Scott Melville               | 4–6, 6–2, 7–6                     |
| 1994 | Grant Connell Patrick Galbraith            | Byron Black Jonathan Stark               | 3–6, 6–1, 7–6                     |
| 1995 | Tommy Ho Brett Steven                      | Gary Muller Piet Norval                  | 7–6, 6–7, 6–4                     |
| 1996 | Todd Woodbridge Mark Woodforde             | Brian MacPhie Michael Tebbutt            | 6–3, 6–4                          |
| 1997 | Mark Knowles Daniel Nestor                 | Mark Philippoussis Patrick Rafter        | 7–5, 6–4                          |
| 1998 | Jonas Björkman Patrick Rafter              | Todd Martin Richey Reneberg              | 6–4, 7–6                          |
| 1999 | Wayne Black Sandon Stolle                  | Ellis Ferreira Rick Leach                | 6–3, 6–4                          |
| 2000 | Alex O'Brien Jared Palmer                  | Paul Haarhuis Sandon Stolle              | 6–4, 7–6(7–5)                     |
| 2001 | Wayne Ferreira Jevgenij Kafelnikov         | Jonas Björkman Todd Woodbridge           | 6–2, 7–5                          |
| 2002 | Mark Knowles (2) Daniel Nestor (2)         | Roger Federer Max Mirnyj                 | 6–4, 6–4                          |
| 2003 | Wayne Ferreira (2) Jevgenij Kafelnikov (2) | Bob Bryan Mike Bryan                     | 3–6, 7–5, 6–4                     |
| 2004 | Arnaud Clément Sébastien Grosjean          | Wayne Black Kevin Ullyett                | 6–3, 4–6, 7–5                     |
| 2005 | Mark Knowles (3) Daniel Nestor (3)         | Wayne Arthurs Paul Hanley                | 7–6(8–6), 7–6(7–2)                |
| 2006 | Mark Knowles (4) Daniel Nestor (4)         | Bob Bryan Mike Bryan                     | 6–4, 6–4                          |
| 2007 | Martin Damm Leander Paes                   | Jonatan Erlich Andy Ram                  | 6–4, 6–4                          |
| 2008 | Jonatan Erlich Andy Ram                    | Daniel Nestor Nenad Zimonjić             | 6–4, 6–4                          |
| 2009 | Mardy Fish Andy Roddick                    | Max Mirnyj Andy Ram                      | 3–6, 6–1, 14–12                   |
| 2010 | Marc López Rafael Nadal                    | Daniel Nestor Nenad Zimonjić             | 7–6(10–8), 6–3                    |
| 2011 | Alexandr Dolgopolov Xavier Malisse         | Roger Federer Stanislas Wawrinka         | 6–4, 6–7(5–7), [10–7]             |
| 2012 | Marc López (2) Rafael Nadal (2)            | John Isner Sam Querrey                   | 6–2, 7–6(7–3)                     |
| 2013 | Bob Bryan Mike Bryan                       | Treat Conrad Huey Jerzy Janowicz         | 6–3, 3–6, [10–6]                  |
| 2014 | Bob Bryan (2) Mike Bryan (2)               | Alexander Peya Bruno Soares              | 6–4, 6–3                          |
| 2015 | Vasek Pospisil Jack Sock                   | Simone Bolelli Fabio Fognini             | 6–4, 6–7(3–7), [10–7]             |
| 2016 | Pierre-Hugues Herbert Nicolas Mahut        | Vasek Pospisil Jack Sock                 | 6–4, 7–6(7–5)                     |
| 2017 | Raven Klaasen Rajeev Ram                   | Łukasz Kubot Marcelo Melo                | 6–7(1–7), 6–4, [10–8]             |
| 2018 | John Isner Jack Sock                       | Bob Bryan Mike Bryan                     | 7–6(7–4), 7–6(7–2)                |
| 2019 | Nikola Mektić Horacio Zeballos             | Łukasz Kubot Marcelo Melo                | 4–6, 6–4, [10–3]                  |
| 2020 | zrušeno kvůli pandemii koronaviru          | zrušeno kvůli pandemii koronaviru        | zrušeno kvůli pandemii koronaviru |
| 2021 | John Peers Filip Polášek                   | Aslan Karacev Andrej Rubljov             | 6–3, 7–6(7–5)                     |
| 2022 | John Isner (2) Jack Sock (3)               | Santiago González Édouard Roger-Vasselin | 7–6(7–4), 6–3                     |
| 2023 | Rohan Bopanna Matthew Ebden                | Wesley Koolhof Neal Skupski              | 6–3, 2–6, [10–8]                  |
| 2024 | Wesley Koolhof Nikola Mektić (2)           | Marcel Granollers Horacio Zeballos       | 7–6(7–2), 7–6(7–4)                |
| 2025 | Marcelo Arévalo Mate Pavić                 | Sebastian Korda Jordan Thompson          | 6–3, 6–4                          |

### Ženská čtyřhra
| Rok  | vítězky                                           | finalistky                                      | výsledek                          |
| ---- | ------------------------------------------------- | ----------------------------------------------- | --------------------------------- |
| 1989 | Hana Mandlíková Pam Shriverová                    | Rosalyn Fairbanková Gretchen Rush-Magersová     | 6–3, 6–7(4–7), 6–3                |
| 1990 | Jana Novotná Helena Suková                        | Gigi Fernándezová Martina Navrátilová           | 6–2, 7–6(8–6)                     |
| 1991 | finále nehráno pro déšť                           | finále nehráno pro déšť                         | finále nehráno pro déšť           |
| 1992 | Claudia Kohde-Kilschová Stephanie Reheová         | Jill Hetheringtonová Kathy Rinaldiová           | 6–3, 6–3                          |
| 1993 | Rennae Stubbsová Helena Suková (2)                | Ann Grossmanová Patricia Hyová                  | 6–3, 6–4                          |
| 1994 | Lindsay Davenportová Lisa Raymondová              | Manon Bollegrafová Helena Suková                | 6–2, 6–4                          |
| 1995 | Lindsay Davenportová (2) Lisa Raymondová (2)      | Larisa Savčenko Neilandová Arantxa Sánchezová   | 2–6, 6–4, 6–3                     |
| 1996 | Chanda Rubinová Brenda Schultz-McCarthyová        | Julie Halardová Nathalie Tauziatová             | 6–1, 6–4                          |
| 1997 | Lindsay Davenportová (3) Nataša Zverevová         | Lisa Raymondová Nathalie Tauziatová             | 7–5, 6–2                          |
| 1998 | Lindsay Davenportová (4) Nataša Zverevová (2)     | Alexandra Fusaiová Nathalie Tauziatová          | 6–4, 2–6, 6–4                     |
| 1999 | Martina Hingisová Anna Kurnikovová                | Mary Joe Fernandezová Jana Novotná              | 6–2, 6–2                          |
| 2000 | Lindsay Davenportová (5) Corina Morariuová        | Anna Kurnikovová Nataša Zverevová               | 6–2, 6–3                          |
| 2001 | Nicole Arendtová Ai Sugijamová                    | Virginia Ruano Pascualová Paola Suárezová       | 6–4, 6–4                          |
| 2002 | Lisa Raymondová (3) Rennae Stubbsová              | Jelena Dementěvová Janette Husárová             | 7–5, 6–0                          |
| 2003 | Lindsay Davenportová (6) Lisa Raymondová (4)      | Kim Clijstersová Ai Sugijamová                  | 3–6, 6–4, 6–1                     |
| 2004 | Virginia Ruano Pascualová Paola Suárezová         | Světlana Kuzněcovová Jelena Lichovcevová        | 6–1, 6–2                          |
| 2005 | Virginia Ruano Pascualová (2) Paola Suárezová (2) | Naděžda Petrovová Meghann Shaughnessyová        | 7–6(7–3), 6–1                     |
| 2006 | Lisa Raymondová (5) Samantha Stosurová            | Virginia Ruanová Meghann Shaughnessyová         | 6–2, 7–5                          |
| 2007 | Lisa Raymondová (6) Samantha Stosurová (2)        | Čan Jung-žan Čuang Ťia-žung                     | 6–3, 7–5                          |
| 2008 | Dinara Safinová Jelena Vesninová                  | Jen C’ Čeng Ťie                                 | 6–1, 1–6, [10–8]                  |
| 2009 | Viktoria Azarenková Věra Zvonarevová              | Gisela Dulková Šachar Pe'erová                  | 6–4, 3–6, [10–5]                  |
| 2010 | Květa Peschkeová Katarina Srebotniková            | Naděžda Petrovová Samantha Stosurová            | 6–4, 2–6, [10–5]                  |
| 2011 | Sania Mirzaová Jelena Vesninová (2)               | Bethanie Mattek-Sandsová Meghann Shaughnessyová | 6–0, 7–5                          |
| 2012 | Liezel Huberová Lisa Raymondová (7)               | Sania Mirzaová Jelena Vesninová                 | 6–2, 6–3                          |
| 2013 | Jekatěrina Makarovová Jelena Vesninová (3)        | Naděžda Petrovová Katarina Srebotniková         | 6–0, 5–7, [10–6]                  |
| 2014 | Sie Šu-wej Pcheng Šuaj                            | Cara Blacková Sania Mirzaová                    | 7–6(7–5), 6–2                     |
| 2015 | Martina Hingisová (2) Sania Mirzaová (2)          | Jekatěrina Makarovová Jelena Vesninová          | 6–3, 6–4                          |
| 2016 | Bethanie Mattek-Sandsová Coco Vandewegheová       | Julia Görgesová Karolína Plíšková               | 4–6, 6–4, [10–6]                  |
| 2017 | Čan Jung-žan Martina Hingisová (3)                | Lucie Hradecká Kateřina Siniaková               | 7–6(7–4), 6–2                     |
| 2018 | Sie Šu-wej (2) Barbora Strýcová                   | Jekatěrina Makarovová Jelena Vesninová          | 6–4, 6–4                          |
| 2019 | Elise Mertensová Aryna Sabalenková                | Barbora Krejčíková Kateřina Siniaková           | 6–3, 6–2                          |
| 2020 | zrušeno kvůli pandemii koronaviru                 | zrušeno kvůli pandemii koronaviru               | zrušeno kvůli pandemii koronaviru |
| 2021 | Sie Šu-wej (3) Elise Mertensová (2)               | Veronika Kuděrmetovová Jelena Rybakinová        | 7–6(7–1), 6–3                     |
| 2022 | Sü I-fan Jang Čao-süan                            | Asia Muhammadová Ena Šibaharaová                | 7–5, 7–6(7–4)                     |
| 2023 | Barbora Krejčíková Kateřina Siniaková             | Beatriz Haddad Maiová Laura Siegemundová        | 6–1, 6–7(3–7), [10–7]             |
| 2024 | Sie Šu-wej (4) Elise Mertensová (3)               | Storm Hunterová Kateřina Siniaková              | 6–3, 6–4                          |
| 2025 | Asia Muhammadová Demi Schuursová                  | Tereza Mihalíková Olivia Nichollsová            | 6–2, 7–6(7–4)                     |

### Smíšená čtyřhra
| Rok  | vítězové                        | finalisté                                 | výsledek             |
| ---- | ------------------------------- | ----------------------------------------- | -------------------- |
| 2024 | Storm Hunterová Matthew Ebden   | Caroline Garciaová Édouard Roger-Vasselin | 6–3, 6–3             |
| 2025 | Sara Erraniová Andrea Vavassori | Bethanie Matteková-Sandsová Mate Pavić    | 6–7(3–7), 6–3, [10–8 |

## Rekordy
Související informace naleznete také v sekci Vítězové Sunshine Double.

### Mužská dvouhra
| Mužská dvouhra                    | Mužská dvouhra                                     | Mužská dvouhra                   |
| --------------------------------- | -------------------------------------------------- | -------------------------------- |
| Nejvíce titulů                    | Novak Djoković                                     | 5                                |
| Nejvíce titulů                    | Roger Federer                                      | 5                                |
| Nejvíce finále                    | Roger Federer                                      | 9                                |
| Nejvíce titulů v řadě             | Roger Federer (2004, 2005, 2006)                   | 3                                |
| Nejvíce titulů v řadě             | Novak Djoković (2014, 2015, 2016)                  | 3                                |
| Nejvíce finále v řadě             | Roger Federer (2004, 2005, 2006)(2017, 2018, 2019) | 3                                |
| Nejvíce finále v řadě             | Novak Djoković (2014, 2015, 2016)                  | 3                                |
| Nejvíce odehraných zápasů         | Roger Federer                                      | 79                               |
| Nejvíce vyhraných zápasů          | Roger Federer                                      | 66                               |
| Nejdelší zápasová neporazitelnost | Novak Djoković                                     | 19                               |
| Nejvíce odehraných ročníků        | Roger Federer                                      | 18                               |
| Nejvyšší % výhraných zápasů       | Carlos Alcaraz                                     | 88,89 % (16–2)                   |
| Nejmladší vítěz                   | Boris Becker                                       | 19 let, 2 měsíce a 2 dny (1987)  |
| Nejstarší vítěz                   | Roger Federer                                      | 35 let, 7 měsíců a 11 dnů (2017) |
| Nejvýše postavený vítěz           | 12 světových jedniček                              | 1. ATP (naposledy 2016)          |
| Nejníže postavený vítěz           | Larry Stefanki                                     | 143. ATP (1985)                  |

| 1991 (51 gamů) | 1991 (51 gamů) | 1991 (51 gamů) | 1991 (51 gamů) | 1991 (51 gamů) | 1991 (51 gamů) |
| -------------- | -------------- | -------------- | -------------- | -------------- | -------------- |
| Jim Courier    | 4              | 6              | 4              | 6              | 7              |
| Guy Forget     | 6              | 3              | 6              | 3              | 64             |

| 2016 (14 gamů) | 2016 (14 gamů) | 2016 (14 gamů) |
| -------------- | -------------- | -------------- |
| Novak Djoković | 6              | 6              |
| Milos Raonic   | 2              | 0              |

### Ženská dvouhra
| Ženská dvouhra                     | Ženská dvouhra                          | Ženská dvouhra                   |
| ---------------------------------- | --------------------------------------- | -------------------------------- |
| Nejvíce titulů                     | Martina Navrátilová                     | 2                                |
| Nejvíce titulů                     | Mary Joe Fernandezová                   | 2                                |
| Nejvíce titulů                     | Steffi Grafová                          | 2                                |
| Nejvíce titulů                     | Lindsay Davenportová                    | 2                                |
| Nejvíce titulů                     | Serena Williamsová                      | 2                                |
| Nejvíce titulů                     | Kim Clijstersová                        | 2                                |
| Nejvíce titulů                     | Daniela Hantuchová                      | 2                                |
| Nejvíce titulů                     | Maria Šarapovová                        | 2                                |
| Nejvíce titulů                     | Viktoria Azarenková                     | 2                                |
| Nejvíce titulů                     | Iga Świąteková                          | 2                                |
| Nejvíce titulů v řadě              | Martina Navrátilová (1990, 1991)        | 2                                |
| Vítězky hrající na divokou kartu   | Bianca Andreescuová                     | 2019                             |
| Vítězky bez ztráty setu            | Maria Šarapovová                        | 2006, 2013                       |
| Vítězky bez ztráty setu            | Iga Świąteková                          | 2024                             |
| Nejvíce finále                     | Lindsay Davenportová                    | 6                                |
| Nejvíce finále v řadě              | Lindsay Davenportová (2003, 2004, 2005) | 3                                |
| Kvalifikantky ve finále            | Jenny Byrneová                          | 1989                             |
| Nejvíce vyhraných zápasů           | Lindsay Davenportová                    | 47                               |
| Nejdelší zápasová neporazitelnost  | Martina Navrátilová                     | 10                               |
| Nejdelší zápasová neporazitelnost  | Ana Ivanovićová                         | 10                               |
| Nejdelší zápasová neporazitelnost  | Iga Świąteková                          | 10                               |
| Nejvíce odehraných ročníků         | Jelena Jankovićová                      | 16                               |
| Nejvyšší % výhraných zápasů        | Martina Navrátilová                     | 100 % (10–0)                     |
| Nejmladší vítězka                  | Martina Hingisová                       | 17 let, 5 měsíců a 13 dnů (1998) |
| Nejstarší vítězka                  | Martina Navrátilová                     | 34 let, 4 měsíce a 26 dnů (1991) |
| Nejméně prohraných gamů při titulu | Monika Selešová                         | 12 (1992)                        |
| Nejvíce prohraných gamů při titulu | Jelena Vesninová                        | 63 (2017)                        |

## Galerie

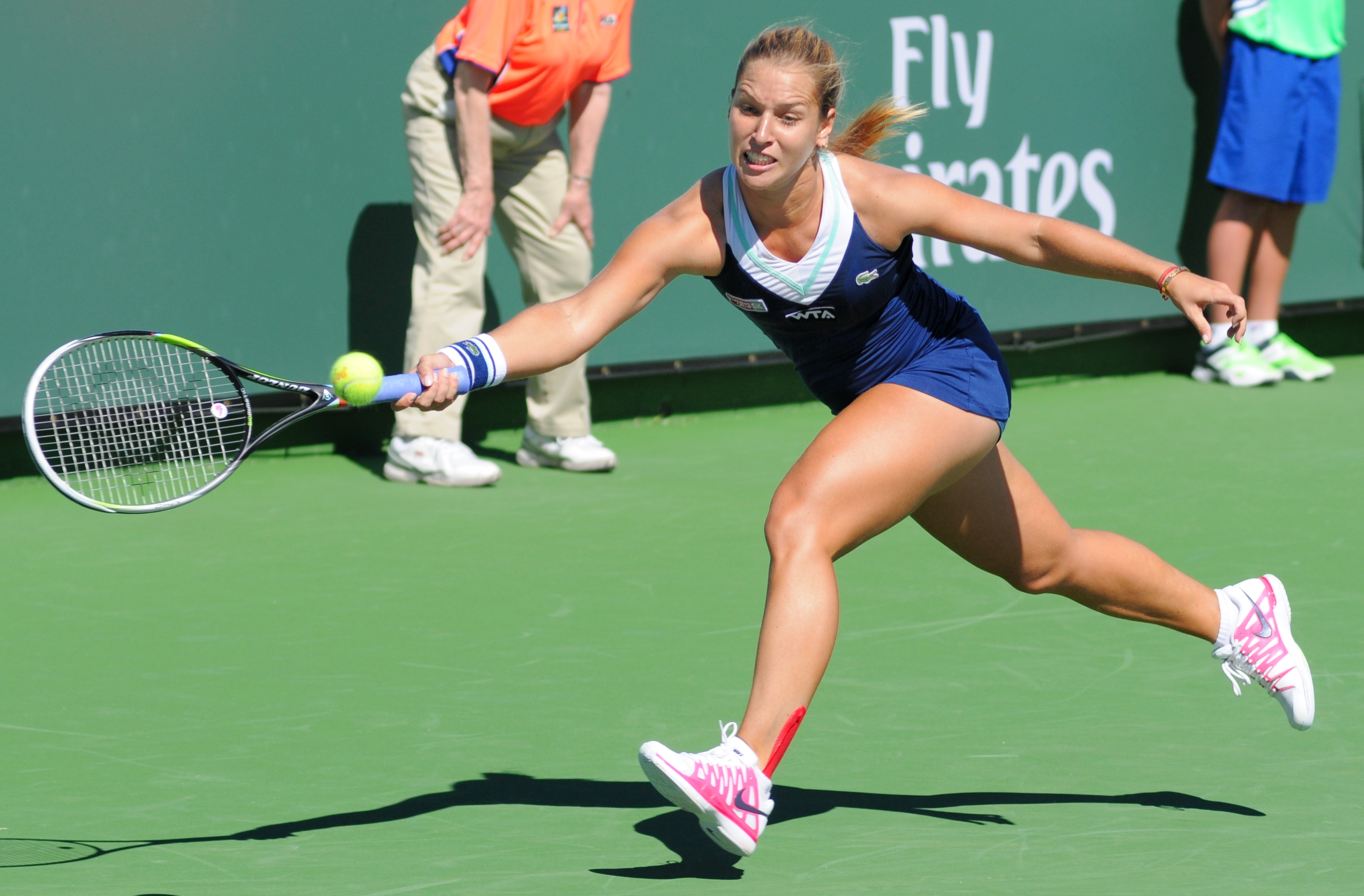
Dominika Cibulková, 2014
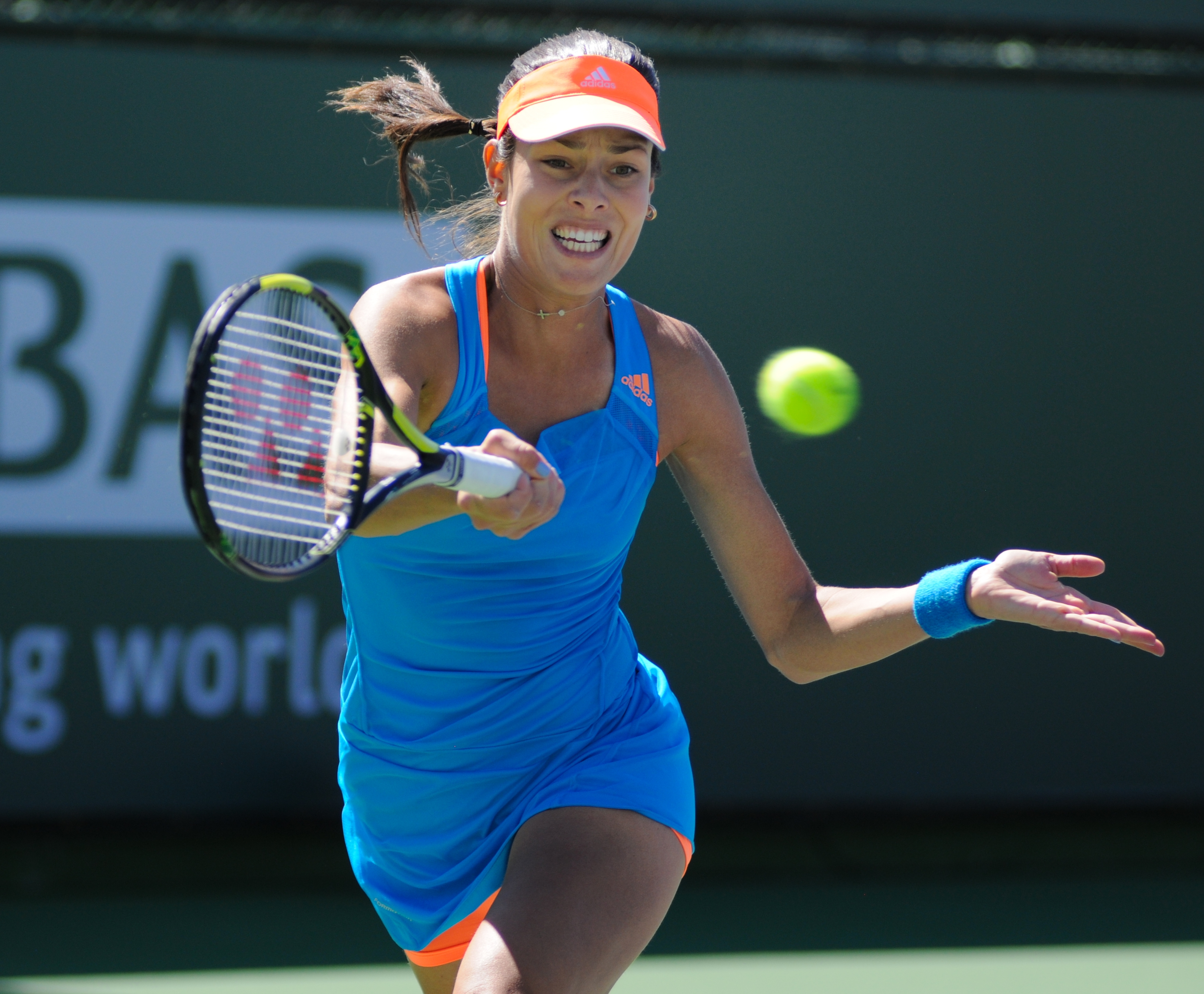
Ana Ivanovićová, 2014
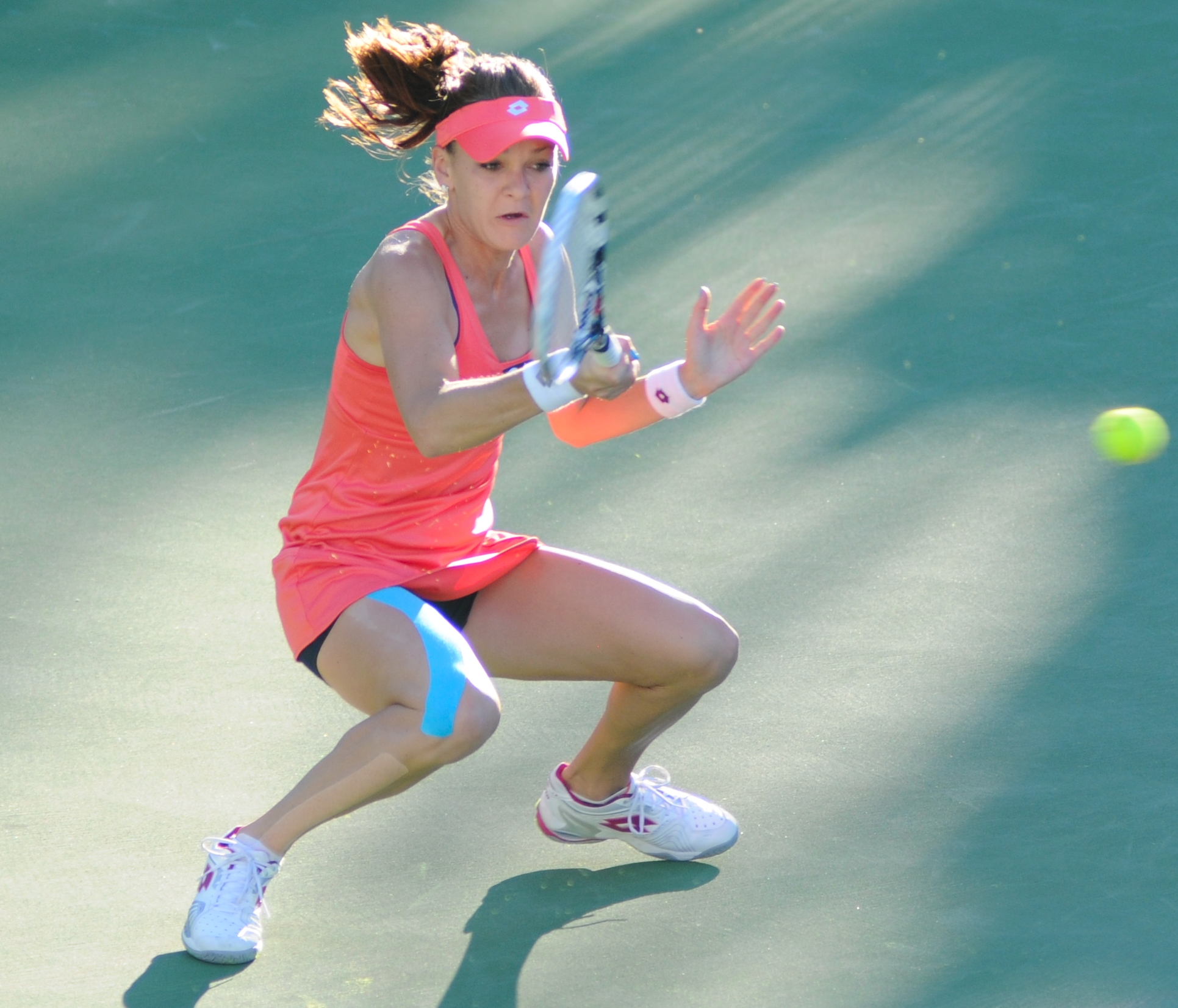
Agnieszka Radwańská, 2013
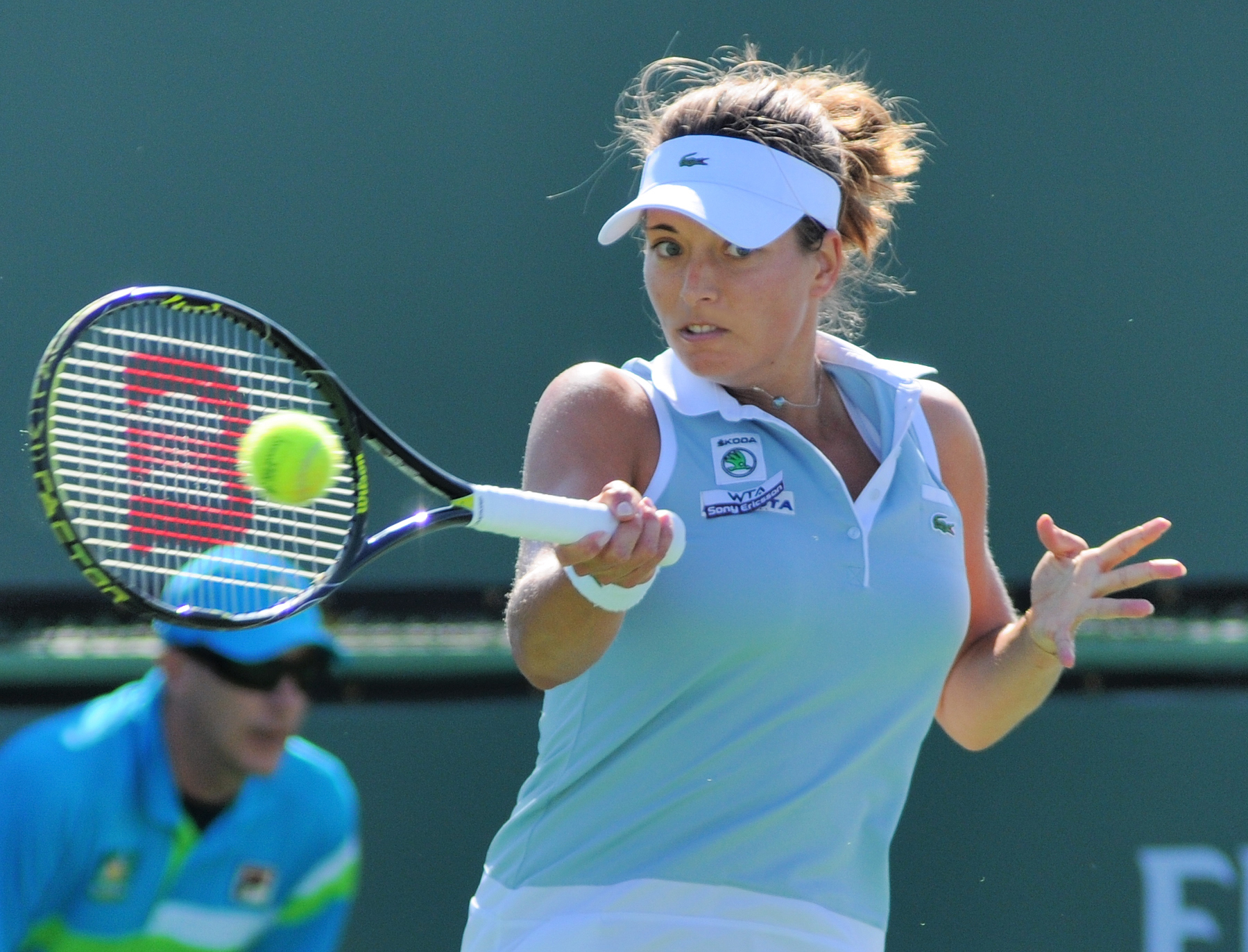
Petra Cetkovská, 2012
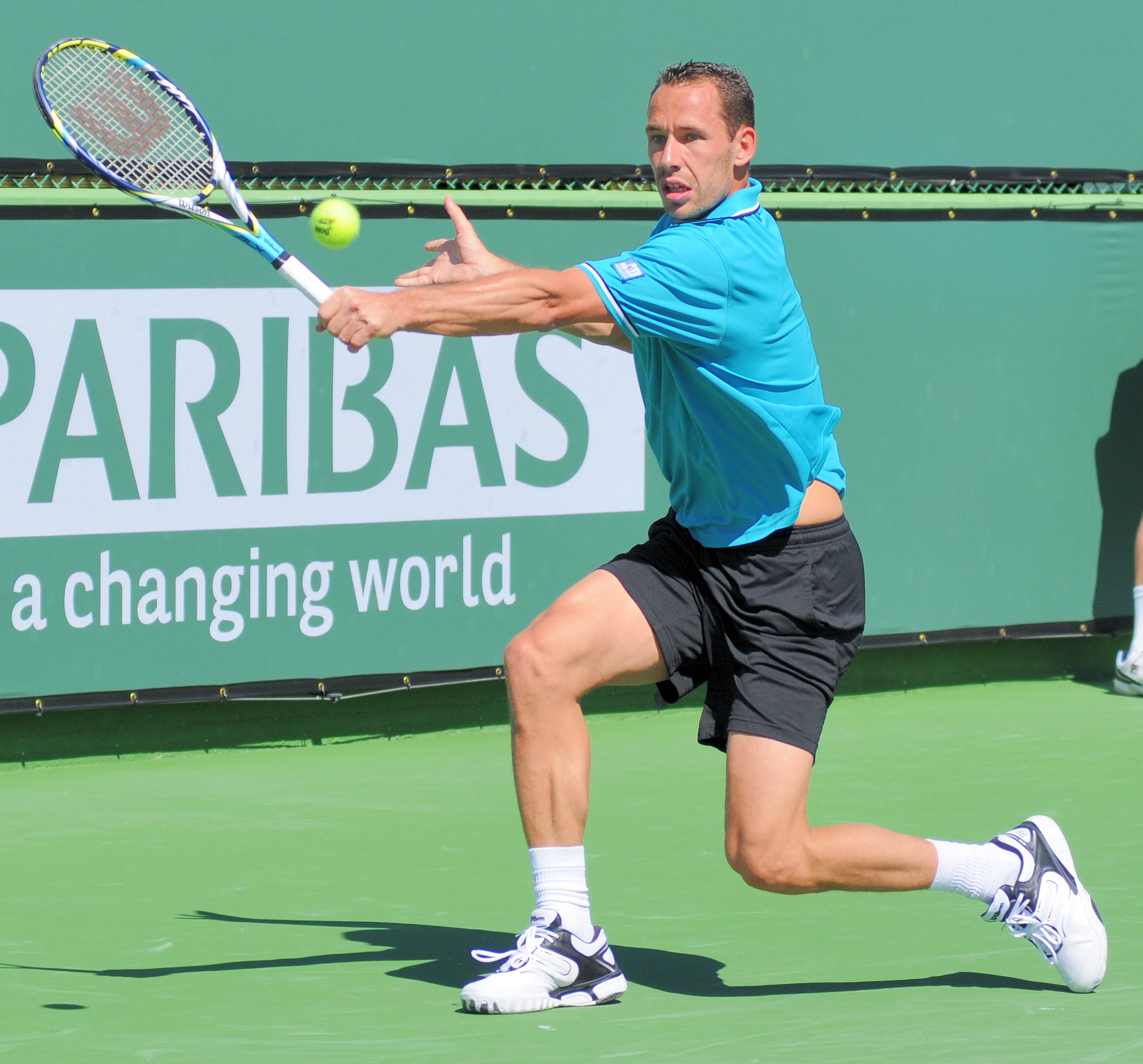
Michaël Llodra, 2012
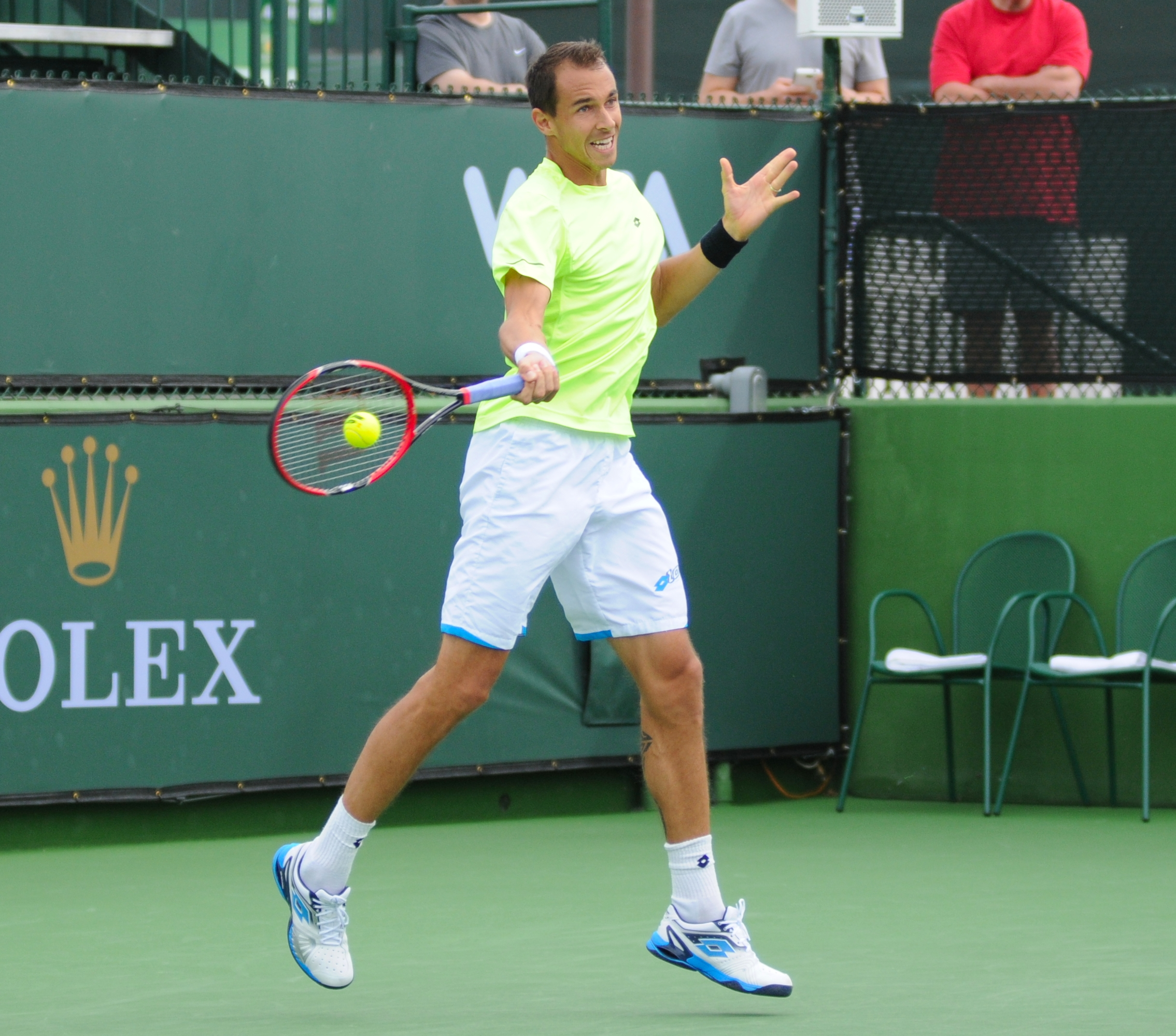
Lukáš Rosol, 2016
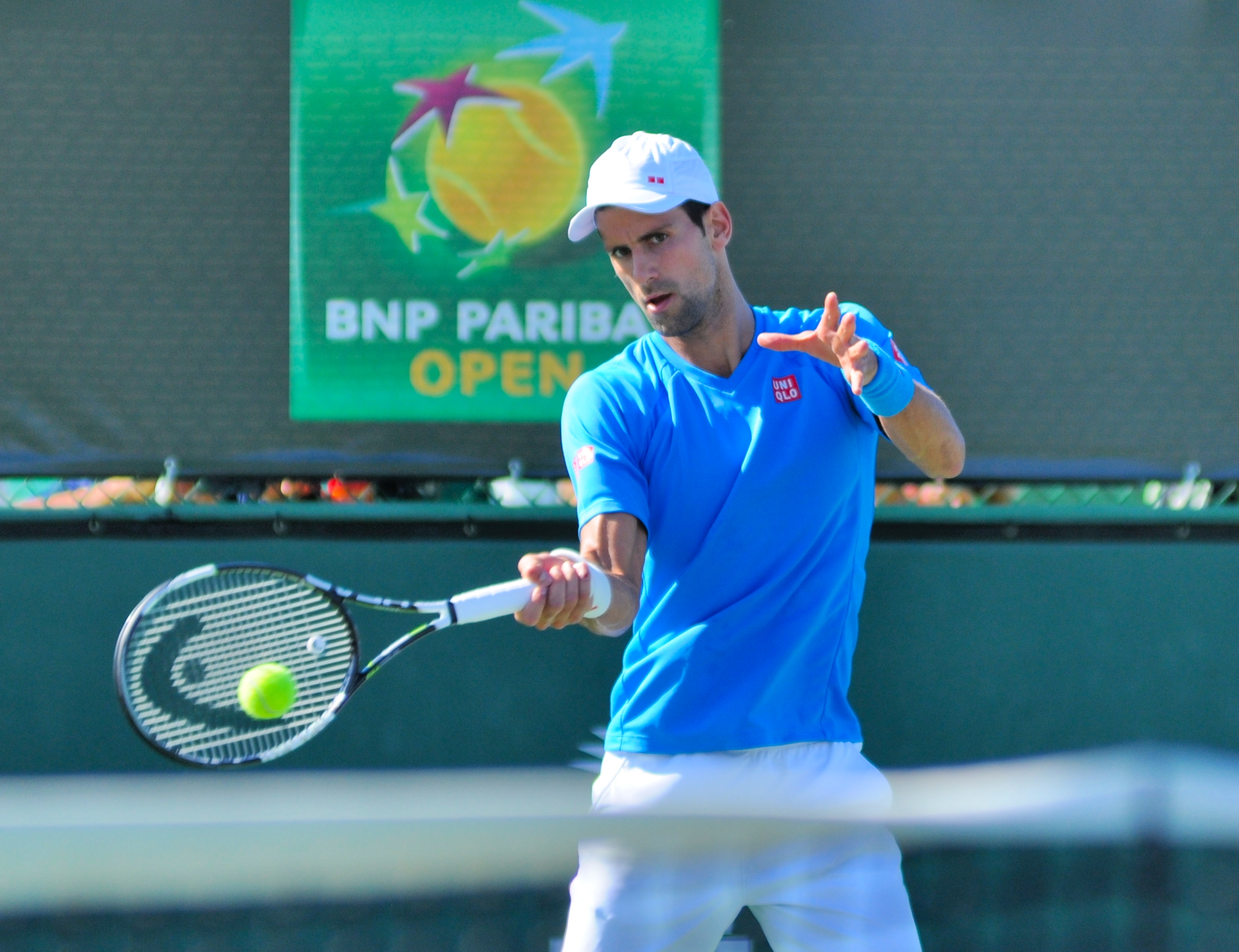
Novak Djoković, 2015
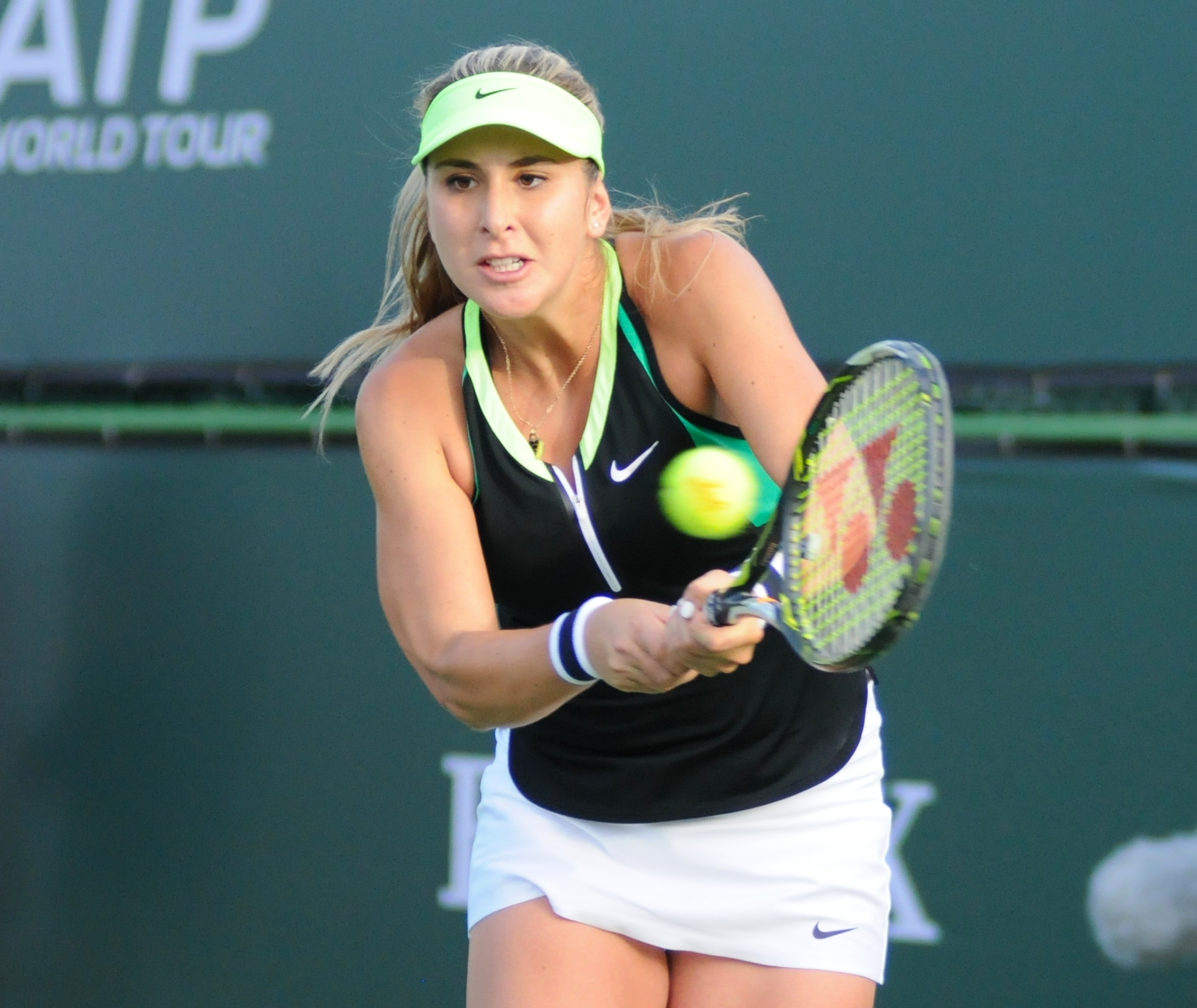
Belinda Bencicová, 2017